# Джон Фіцджеральд, 18-й граф Кілдер

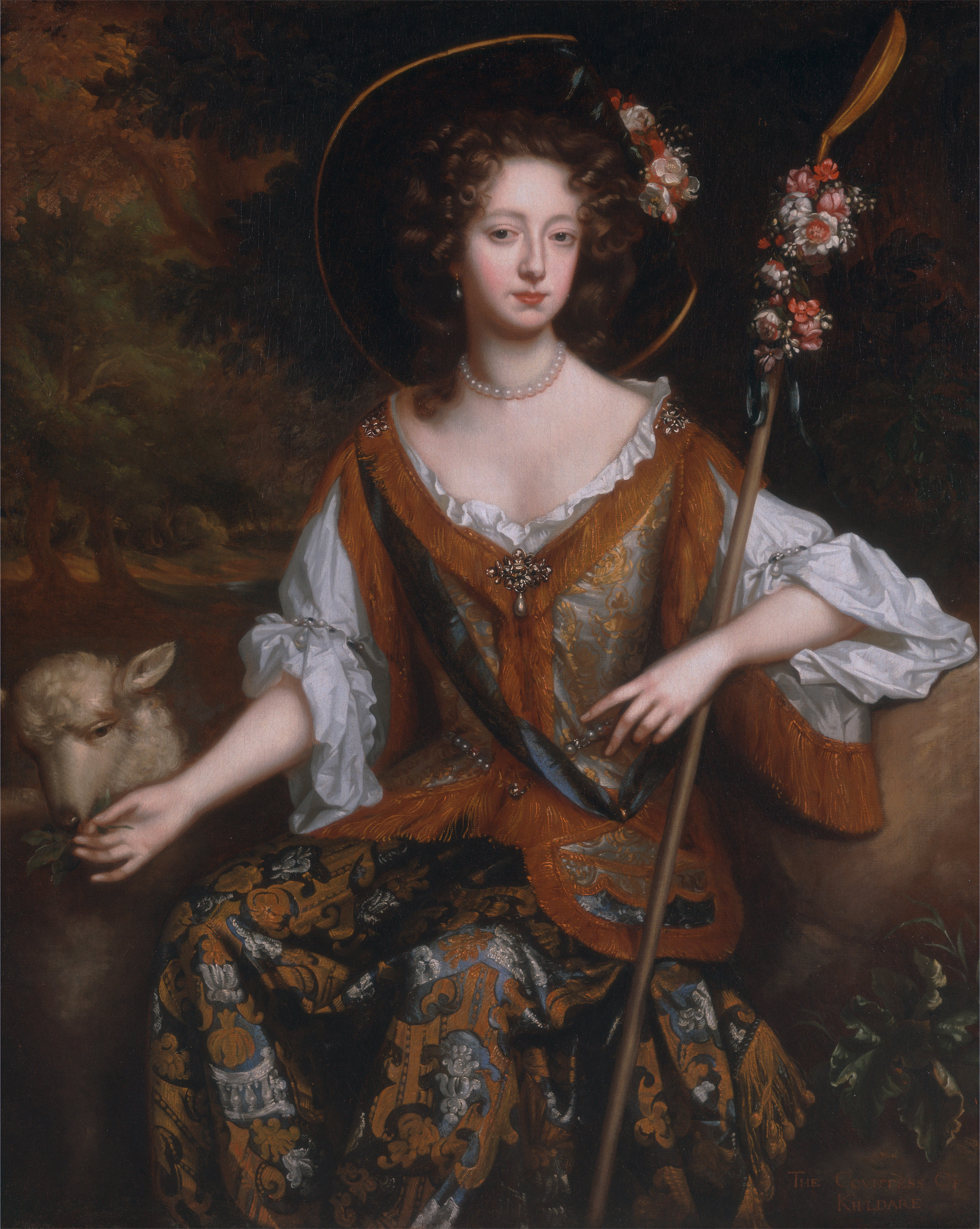
Елізабет Джонс — графиня Кілдер в образі пастушки. Картіина художника Віллена Віссінга. 1684 рік.

Джон ФіцДжеральд (англ. John FitzGerald, 18th Earl of Kildare; 1661 — 9 листопада 1707) — XVIII граф Кілдер — ірландський аристократ, лорд, барон, граф, пер Ірландії. Лорд Оффалі з 1664 року.

## Життєпис
Джон ФіцДжеральд був сином Вентворта ФіцДжеральда — XVII графа Кілдер та леді Елізабет — дочки Джона Голлса — ІІ графа Клер. У 1664 році його батько помер, він успадкував титули, замки, маєтки свого батька.
У 1694 році він став депутатом парламенту Ангілії — палати громад від Трегоні. Але це місце в парламенті він займав менше року.
Він одружився перший раз з Мері — дочкою Генрі О'Браєна — лорда О'Браєн. У них була одна дитина — Генрі ФіцДжеральд — лорд Оффалі (1683—1684) — помер у дитинстві. У листопаді 1683 року Мері померла у віці 21 року. Джон одружився вдруге з Елізабет — дочкою Річарда Джонса — І графа Ранелах. Шлюб відбувся 12 червня 1684 року. У цьому шлюбі дітей не було. Джон ФіцДжеральд помер в листопаді 1707 року. Титул графа Кілдер успадкував його кузен — Роберт ФіцДжеральд, що став ХІХ графом Кілдер. Леді Елізабет — графиня Кілдер померла в квітні 1758 року.